# Championnat DTM 1994

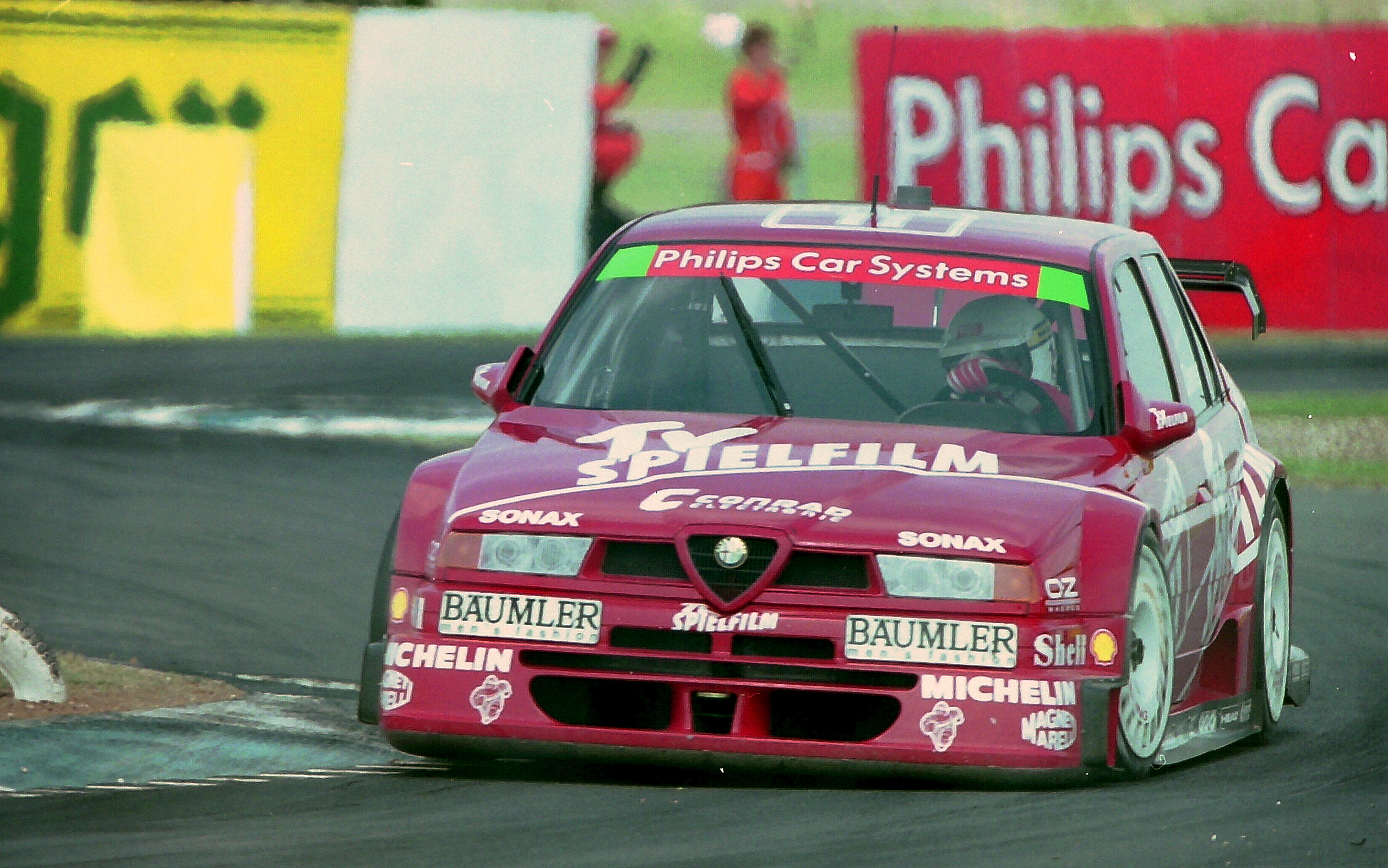
Le pilote Christian Danner durant la German Touring car championship

La saison 1994 du DTM a été la 11e saison de la Deutsche Tourenwagen Meisterschaft.

## Engagés
| Écurie                                                    | Voiture                     | #  | Pilote             |
| --------------------------------------------------------- | --------------------------- | -- | ------------------ |
| Alfa Corse                                                | Alfa Romeo 155 V6 Ti        | 0  | Danny Sullivan     |
| Alfa Corse                                                | Alfa Romeo 155 V6 Ti        | 1  | Nicola Larini      |
| Alfa Corse                                                | Alfa Romeo 155 V6 Ti        | 2  | Alessandro Nannini |
| Alfa Corse                                                | Alfa Romeo 155 V6 Ti        | 10 | Stefano Modena     |
| Alfa Corse                                                | Alfa Romeo 155 V6 Ti        | 33 | Stefano Buttiero   |
| AMG-Mercedes                                              | Mercedes C-Class V6         | 3  | Roland Asch        |
| AMG-Mercedes                                              | Mercedes C-Class V6         | 4  | Bernd Schneider    |
| AMG-Mercedes                                              | Mercedes C-Class V6         | 7  | Klaus Ludwig       |
| AMG-Mercedes                                              | Mercedes C-Class V6         | 8  | Ellen Lohr         |
| Opel Team Joest                                           | Opel Calibra V6 4x4         | 5  | Manuel Reuter      |
| Opel Team Joest                                           | Opel Calibra V6 4x4         | 6  | Keke Rosberg       |
| Opel Team Joest                                           | Opel Calibra V6 4x4         | 17 | John Winter        |
| Linder Rennsport                                          | BMW M3 E36                  | 9  | Frank Schmickler   |
| Schübel Engineering                                       | Alfa Romeo 155 V6 Ti        | 11 | Christian Danner   |
| Schübel Engineering                                       | Alfa Romeo 155 V6 Ti        | 12 | Giorgio Francia    |
| Schübel Engineering                                       | Alfa Romeo 155 V6 Ti        | 18 | Kris Nissen        |
| Jägermeister Schübel Engineering FNAC-Schübel Engineering | Alfa Romeo 155 V6 Ti        | 27 | Michael Bartels    |
| Jägermeister Schübel Engineering FNAC-Schübel Engineering | Alfa Romeo 155 V6 Ti        | 28 | Andy Wallace       |
| Buffalo Boots                                             | Ford Mustang                | 13 | Jürgen Feucht      |
| Promarkt Zakspeed Team                                    | Mercedes C-Class V6         | 14 | Kurt Thiim         |
| Promarkt Zakspeed Team                                    | Mercedes C-Class V6         | 15 | Jörg van Ommen     |
| Persson Motorsport                                        | Mercedes 190E Class 1       | 19 | Uwe Alzen          |
| Persson Motorsport                                        | Mercedes 190E Class 1       | 20 | Marc Gindorf       |
| DTM Junior Team                                           | Mercedes 190E Class 1       | 21 | Alexander Grau     |
| DTM Junior Team                                           | Mercedes 190E Class 1       | 24 | Stig Amthor        |
| Ruch Motorsport                                           | Ford Mustang                | 22 | Gerd Ruch          |
| Ruch Motorsport                                           | Ford Mustang                | 23 | Jürgen Ruch        |
| Engstler Motorsport (en)                                  | Alfa Romeo 155 V6 Ti        | 25 | Franz Engstler     |
| Engstler Motorsport (en)                                  | Alfa Romeo 155 V6 Ti        | 26 | Carsten Struwe     |
| Engstler Motorsport (en)                                  | Alfa Romeo 155 V6 Ti        | 40 | Danny Pfeil        |
| Scuderia Giudici                                          | Alfa Romeo 155 V6 Ti        | 30 | Gianni Giudici     |
| BAS Motorsport                                            | Mercedes 190E 2.5-16 Evo II | 31 | Armin Bernhard     |
| WS-DHL-Team                                               | BMW M3 E36                  | 34 | Harald Becker      |
| WS-DHL-Team                                               | BMW M3 E36                  | 35 | Rüdiger Schmitt    |
| WS-DHL-Team                                               | BMW M3 E36                  | 39 | Georg Severich     |
| WS-DHL-Team                                               | BMW M3 E36                  | 41 | Fritz Huber        |
| WS-DHL-Team                                               | BMW M3 E36                  | 43 | Steffen Göpel      |
| WS-DHL-Team                                               | BMW M3 E36                  | 44 | Rüdiger Seyffarth  |
| Schrey Motorsport                                         | Alfa Romeo 155 V6 Ti        | 37 | Wolfgang Schrey    |
| Molitor Racing                                            | BMW M3 Sport Evolution      | 38 | Karsten Molitor    |

## Calendrier
| Épreuve | Épreuve | Circuit        | Date         | Pole Position      | Meilleur tour      | Vainqueur pilote   | Vainqueur écurie       |
| ------- | ------- | -------------- | ------------ | ------------------ | ------------------ | ------------------ | ---------------------- |
| 1       | R1      | Zolder         | 10 avril     | Nicola Larini      | Nicola Larini      | Alessandro Nannini | Alfa Corse             |
| 1       | R2      | Zolder         | 10 avril     | Nicola Larini      | Alessandro Nannini | Alessandro Nannini | Alfa Corse             |
| 2       | R1      | Hockenheim     | 24 avril     | Kurt Thiim         | Bernd Schneider    | Kurt Thiim         | Promarkt Zakspeed Team |
| 2       | R2      | Hockenheim     | 24 avril     | Kurt Thiim         | Bernd Schneider    | Alessandro Nannini | Alfa Corse             |
| 3       | R1      | Nürburgring    | 8 mai        | Bernd Schneider    | Nicola Larini      | Klaus Ludwig       | AMG-Mercedes           |
| 3       | R2      | Nürburgring    | 8 mai        | Bernd Schneider    | Klaus Ludwig       | Nicola Larini      | Alfa Corse             |
| HC      | R1      | Mugello        | 22 mai       | Kurt Thiim         | Alessandro Nannini | Kurt Thiim         | Promarkt Zakspeed Team |
| HC      | R2      | Mugello        | 22 mai       | Kurt Thiim         | Kurt Thiim         | Jörg van Ommen     | Promarkt Zakspeed Team |
| 4       | R1      | Nürburgring    | 2 juin       | Kurt Thiim         | Roland Asch        | Alessandro Nannini | Alfa Corse             |
| 4       | R2      | Nürburgring    | 2 juin       | Kurt Thiim         | Bernd Schneider    | Klaus Ludwig       | AMG-Mercedes           |
| 5       | R1      | Norisring      | 26 juin      | Bernd Schneider    | Nicola Larini      | Nicola Larini      | Alfa Corse             |
| 5       | R2      | Norisring      | 26 juin      | Bernd Schneider    | Nicola Larini      | Kris Nissen        | Schübel Engineering    |
| HC      | R1      | Donington Park | 17 juillet   | Alessandro Nannini | Alessandro Nannini | Alessandro Nannini | Alfa Corse             |
| HC      | R2      | Donington Park | 17 juillet   | Alessandro Nannini | Klaus Ludwig       | Manuel Reuter      | Opel Team Joest        |
| 6       | R1      | Diepholz       | 24 juillet   | Bernd Schneider    | Bernd Schneider    | Klaus Ludwig       | AMG-Mercedes           |
| 6       | R2      | Diepholz       | 24 juillet   | Bernd Schneider    | Roland Asch        | Bernd Schneider    | AMG-Mercedes           |
| 7       | R1      | Nürburgring    | 21 août      | Jörg van Ommen     | Kurt Thiim         | Jörg van Ommen     | Promarkt Zakspeed Team |
| 7       | R2      | Nürburgring    | 21 août      | Jörg van Ommen     | Bernd Schneider    | Jörg van Ommen     | Promarkt Zakspeed Team |
| 8       | R1      | AVUS           | 4 septembre  | Kurt Thiim         | Stefano Modena     | Stefano Modena     | Alfa Corse             |
| 8       | R2      | AVUS           | 4 septembre  | Kurt Thiim         | Stefano Modena     | Stefano Modena     | Alfa Corse             |
| 9       | R1      | Singen         | 18 septembre | Stefano Modena     | Nicola Larini      | Nicola Larini      | Alfa Corse             |
| 9       | R2      | Singen         | 18 septembre | Stefano Modena     | Manuel Reuter      | Nicola Larini      | Alfa Corse             |
| 10      | R1      | Hockenheim     | 9 octobre    | Kurt Thiim         | Jörg van Ommen     | Kurt Thiim         | Promarkt Zakspeed Team |
| 10      | R2      | Hockenheim     | 9 octobre    | Kurt Thiim         | Bernd Schneider    | Bernd Schneider    | AMG-Mercedes           |

- Course hors-championnat

## Classement Pilotes
| Pos | Pilote             | Equipe                           | Voiture               | Victoires | Points |
| --- | ------------------ | -------------------------------- | --------------------- | --------- | ------ |
| 1   | Klaus Ludwig       | AMG-Mercedes                     | Mercedes C-Class V6   | 3         | 222    |
| 2   | Jörg van Ommen     | Promarkt Zakspeed Team           | Mercedes C-Class V6   | 2         | 175    |
| 3   | Nicola Larini      | Alfa Corse                       | Alfa Romeo 155 V6 Ti  | 4         | 150    |
| 4   | Alessandro Nannini | Alfa Corse                       | Alfa Romeo 155 V6 Ti  | 4         | 149    |
| 5   | Kurt Thiim         | Promarkt Zakspeed Team           | Mercedes C-Class V6   | 5         | 141    |
| 6   | Roland Asch        | AMG-Mercedes                     | Mercedes C-Class V6   | 0         | 124    |
| 7   | Kris Nissen        | Schübel Engineering              | Alfa Romeo 155 V6 Ti  | 1         | 99     |
| 8   | Manuel Reuter      | Opel Team Joest                  | Opel Calibra V6 4x4   | 0         | 89     |
| 9   | Christian Danner   | Schübel Engineering              | Alfa Romeo 155 V6 Ti  | 0         | 88     |
| 10  | Bernd Schneider    | AMG-Mercedes                     | Mercedes C-Class V6   | 2         | 86     |
| 11  | Ellen Lohr         | AMG-Mercedes                     | Mercedes C-Class V6   | 0         | 76     |
| 12  | Stefano Modena     | Alfa Corse                       | Alfa Romeo 155 V6 Ti  | 2         | 74     |
| 13  | Giorgio Francia    | Schübel Engineering              | Alfa Romeo 155 V6 Ti  | 0         | 70     |
| 14  | Keke Rosberg       | AMG-Mercedes                     | Mercedes C-Class V6   | 0         | 27     |
| 15  | Michael Bartels    | Jägermeister Schübel Engineering | Alfa Romeo 155 V6 Ti  | 0         | 23     |
| 16  | John Winter        | Opel Team Joest                  | Opel Calibra V6 4x4   | 0         | 11     |
| 17  | Stefano Buttiero   | Alfa Corse                       | Alfa Romeo 155 V6 Ti  | 0         | 7      |
| 18  | Uwe Alzen          | Persson Motorsport               | Mercedes 190E Class 1 | 0         | 4      |
| 19  | Alexander Grau     | DTM Junior Team                  | Mercedes 190E Class 1 | 0         | 1      |
| 20  | Franz Engstler     | Engstler Motorsport              | Alfa Romeo 155 V6 Ti  | 0         | 1      |
| 21  | Stig Amthor        | Opel Team Joest                  | Opel Calibra V6 4x4   | 0         | 1      |